# Milica Mihaljević
Milica Mihaljević (ur. 12 grudnia 1955 w Zagrzebiu) – chorwacka językoznawczyni. Zajmuje się terminologią, planowaniem językowym. leksykologią i leksykografią. Porusza zagadnienia z dziedziny normatywistyki językowej i ortografii.

## Życiorys
Studia z zakresu języka i literatury angielskiej, językoznawstwa ogólnego i fonetyki ukończyła na Wydziale Filozoficznym Uniwersytetu Zagrzebskiego. Stopień magistra uzyskała na podstawie pracy Engleski glagol walk u odnosu na ostale glagole kretanja i njegovi ekvivalenti u hrvatskom ili srpskom jeziku (1984). Doktoryzowała się na podstawie rozprawy Lingvistička analiza računalnog nazivlja (1991).
W 1987 r. została zatrudniona w Instytucie Języka Chorwackiego i Lingwistyki. Redaguje czasopismo kulturalnojęzykowe „Hrvatski jezik”. Należy także do rady redakcyjnej czasopisma „Rasprave”.
Współtworzyła liczne monografie. Jest także autorką licznych poradników i podręczników szkolnych oraz artykułów naukowych. Jako współautorka i redaktorka wniosła wkład w publikacje: Hrvatski jezični savjetnik, Školski rječnik hrvatskoga jezika i Hrvatski pravopis. Pracowała także nad projektami Suvremeni hrvatski književni jezik i Rječnici hrvatskoga jezika, Jednosvezačni normativni rječnik hrvatskog jezika, Hrvatsko strukovno nazivlje – projekt koordinacije.
Jej działalność spotkała się z krytyką. Część lingwistów zarzuciło Milicy Mihaljević brak warsztatu naukowego, puryzm, promowanie preskryptywizmu oraz subiektywnych idei poprawności naukowej, uznanych za nieugruntowane we współczesnej wiedzy lingwistycznej.

## Wybrana twórczość
- Hrvatski jezični savjetnik (współautorstwo, 1999)
- Hrvatsko tenisko nazivlje (primjeri jezičnih dodira) (2001)
- Hrvatsko računalno nazivlje – stanje 2000. godine (2002)
- Rukopisna građa Vlatka Dabca: Njemačko-hrvatski tehnički rječnik – nafta (2002)
- Internetsko nazivlje u govornim medijima (2003)
- Jezična analiza linkova (2004)
- Hrvatsko računalno nazivlje u vrijeme globalizacije (2004)
- Normativnost i višefunkcionalnost u hrvatskome standardnom jeziku (współautorstwo, 2005)[2]
- Odnos nazivlja i standarda (leksički odnosi u nazivlju i leksički odnosi u standardnome jeziku) (2009)
- Školski rječnik hrvatskoga jezika (współautorstwo, 2012)
- Hrvatski pravopis (współautorstwo, 2013)
- Relations between Description and Prescription in Croatian Language Manuals (współautorstwo, 2015)
- Terminologija kao deskriptivna ili preskriptivna znanost – stanje u Hrvatskoj (2017)